# 拟戴胜百灵属
拟戴胜百灵属（学名：Alaemon），是百灵科的一属。
属下物种有：
- 拟戴胜百灵
- 小拟戴胜百灵